# Michael Fuchs (Politiker, September 1949)
Michael Fuchs (* 9. September 1949 in Dresden) ist ein deutscher Politiker der CDU und war bis zum Ende der 18. Wahlperiode Mitglied der Hamburgischen Bürgerschaft.

## Leben
Fuchs kam mit seiner Mutter als Kind nach Hamburg. Davor wohnte er in Wustrow an der Ostsee. Ab 1965 besuchte er die Seemannsschule Falkenstein und fuhr bis 1969 zur See. Seinen Matrosenbrief erhielt er 1969. Er arbeitete von 1970 bis 1971 als Verkäufer bei einem BMW-Händler und übernahm 1972 das Seniorenheim seiner Mutter in Wandsbek. Zudem arbeitete er von 1972 bis 1985 als Verkäufer bei der Daimler-Benz AG. Bis in das Jahr 2010 war er Unternehmer und betrieb drei Pflegeheime und einen ambulanten Pflegedienst in Hamburg.

## Politik
Michael Fuchs ist seit 1974 Mitglied der CDU-Hamburg. Seine aktive politische Tätigkeit begann von 1974 bis 2003 im Ortsverband Wandsbek. In diesem Bezirk war er von 1974 bis 1978 Mitglied des Kerngebietsausschusses Wandsbek. Zudem war er von 1978 bis 1986 und von 1987 bis 1991 Abgeordneter der Bezirksversammlung Wandsbek und wirtschaftspolitischer Sprecher der CDU-Bezirksfraktion. 2003 wechselte er zum CDU-Ortsverband Alstertal.
Er saß erstmals von November 1986 bis Juni 1987 und später von Oktober 1997 bis Oktober 2001 (16. Wahlperiode) in der Hamburgischen Bürgerschaft. Vom 15. August 2002 bis zum Ende der 18. Wahlperiode mit der Bürgerschaftswahl am 24. Februar 2008 war er erneut Mitglied der Hamburgischen Bürgerschaft. Dort saß er für seine Fraktion im Gesundheits- und Verbraucherschutzausschuss sowie im Wirtschaftsausschuss. Er war Fachsprecher für Tourismus und Gesundheitspolitik (Hauptbereich Tierschutz) und an der Entstehung des Hamburgischen Gesetzes über das Halten und Führen von Hunden (Hundegesetz) beteiligt, das am 19. Januar 2006 von allen Fraktionen in der Hamburgischen Bürgerschaft gemeinsam beschlossen worden ist.